# Corynoneura brevistylus
Corynoneura brevistylus är en tvåvingeart som beskrevs av Jean-Jacques Kieffer 1925. Corynoneura brevistylus ingår i släktet Corynoneura och familjen fjädermyggor.
Artens utbredningsområde är Tyskland. Inga underarter finns listade i Catalogue of Life.